# نيرفانا (فرقة موسيقية)
كانت نيرفانا (بالإنجليزية: Nirvana)‏ فرقة روك أمريكية أسسها كل من مغني وعازف الإيتار كيرت كوبين مع عازف غيتار البيس كريست نوفوسيليك في أبيردين بولاية واشنطن عام 1987. وقد تعاقب على الفرقة سلسلة من قارعي الطبول، وكان أطولهم بقاءاً ديف غرول الذي انضم للفرقة عام 1990. على الرغم من إصدارها لثلاث ألبومات إستديو فقط في سيرتها التي دامت سبع سنوات، إلّا أن نيرفانا تُعد أحد أكثر فرق الروك تأثيراً وأهميةً في الحقبة الحديثة.
أسست نيرفانا نفسها في أواخر ثمانينات القرن العشرين كجزء من مشهد موسيقى الغرنج في سياتل بإصدارها لأول ألبوم لها بليتش لصالح شركة التسجيلات المستقلة ساب بوب عام 1989. وطورت الفرقة في النهاية صوت اعتمد غالباً على تباين ديناميكي كائن بين أبيات هادئة ولازمة صاخبة. حظيت نيرفانا بنجاح غير مسبوق مع أغنية «سميلز لايك تيين سبيريت»، وجاء ذلك بعد توقيعها لعقد مع شركة التسجيل دي جي سي، وأغنية «سميلز لايك تيين سبيريت» هي أول أغنية مفردة من ألبوم الفرقة الثاني نيفرمايند (1991). جعل نجاح نيرفانا المفاجئ الروك البديل ذو شعبية عالية بشكل واسع ككل، ووجد رجل الفرقة الرئيسي كوبين نفسه يشار إليه في وسائل الإعلام كـ«المتحدث باسم الجيل»، بالترافق مع فرقة نيرفانا التي غدت تعتبر «الفرقة الرئيسية» للجيل إكس. وكردة فعل على ذلك، كان ألبوم الإستديو الثالث لنيرفانا إن يوتيرو (1993)، ذا صوت أقل شعبية وذلك من أجل تحدي معجبي الفرقة، فلم يتمكن من مطابقة مبيعات ألبوم نيفرمايند ولكنه حقق نجاحاً تجارياً ونقدياً.
انتهت مسيرة نيرفانا بعد موت كيرت كوبين عام 1994، ولكن تم منذ ذلك الحين تم إصدار العديد من الإصدارات تحت إشراف نوفوسليلك وغرول وأرملة كوبين، كورتني لوف. باعت نيرفانا منذ انطلاقها أكثر من 25 مليون ألبوم في الولايات المتحدة وحدها، وأكثر من 75 مليون ألبوم في جميع أنحاء العالم، مما يجعل نيرفانا أحد أكثر الفرق الموسيقية مبيعاً في التاريخ. تم إدخال نيرفانا عام 2014 كعضو في روك أند رول هال أوف فيم في السنة الأول من أهليتها.

## تاريخ الفرقة

### التشكيل والسنوات الأولى
التقى كوبين بنوفوسيليتش أثناء حضورهما ثانوية أبردين إلّا أنهما لم يكونا على تواصل وفقاً لكوبين. لكن بمرور الوقت أصبح الاثنان صديقين وذلك أثناء حضورهما لتدريبات فرقة ميلفينز. أراد كوبين تشكيل فرقة مع نوفوسليلك، لكن نوفوسيليتش لم يعطه رداً لمدة طويلة. أعطى كوبين شريطاً تجريبياً لمشروعه فيكال ماتر بغية إقناع نوفوسيليتش بتشكيل فرقة. بعد مرور ثلاثة سنوات على لقائهما الأول، أعلمَ نوفوسليلك كوبين بأنه استمع أخيراً للشريط التجريبي للإيكال ماتر واقترح إنشاء فريق. قام الاثنان بتعيين بوب ماكفادن كقارع طبول لكن المشروع فشل بعد شهر. قام كوبين ونوفوسليلك بتعيين قارع الطبول آرون بيركارد في أوائل عام 1987. تدرب الثلاثة على مواد موسيقية من شريط فيكال ماتر لكوبين، لكنهم بدأوا العمل على كتابة مواد جديدة بعد فترة وجيزة من تشكيلهم للفرقة.

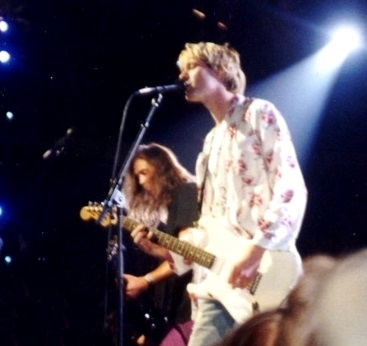
كيرت كوبين (المقدمة) وكريست نوفوسيليتش في أداء حي في حفل الإم تي في لتوزيع جوائز الموسيقا المصورة لعام 1992.

عرفت الفرقة خلال أشهرها الأولى أسماءً عديدة ابتداءً من «سكيد رو»، «فيكال ماتر»، «تيد إيد فريد»، استقرت الفرقة في نهاية الأمر على اسم «نيرفانا» الذي قال كوبين عنه: «لقد أردت اسماً جميلاً ولطيفاً عوضاً عن اسم لئيم وبذيء كآنغري سيمونز». فقد نوفوسيليتش وكوبين الاتصال مع بيركارد مع انتقالهما للعيش في تاكوما ومن ثم أولمبيا على التتالي، فتدربا مع ديل كروفر من فرقة ملفنز وسجلت نيرفانا أول أشرطتها التدريبية في جانفي 1988. انتقل كروفر في بداية 1988 إلى سان فرانسيسكو واقترح ديف فوستر كبديل عنه، فأمضى الأخير أشهر معدودة مع الفرقة قبل أن يتم استبداله أثناء الفترة التي قضاها في السجن ببوركهارد العائد إلى نيرفانا الذي لم يبقى مع الفرقة بعد أن أخبر كوباين أنه يعاني من آثار الثمالة ولا يستطيع التدرب. وضع كوباين ونوفوسليتش بعد ذلك إعلانا في جريدة ذا روكيت التي تختص في موسيقى سياتل، يبحثان فيه عن قارع طبول لكن الإعلان لم يأت بنتائج مرضية، وفي تلك الأثناء، قدمهما صديق مشترك إلى تشاد تشانينغ، ووافق الموسيقيون الثلاثة على العزف معاً.

### الإصدارات الأولى
أصدرت نيرفانا أول أغنية مفردة لها «لوف باز» في نوفمبر 1988 عبر شركة التسجيل المستقلة ساب بوب. وبعد شهر من ذلك بدأت الفرقة بتسجيل ألبومها الأول بليتش مع المنتج المحلي جاك إندينو. تأثر هذا الألبوم بالهيفي روك الحزين لفرقتي ملفنز ومادهوني، بانك روك ثمانينات القرن الماضي وهيفي ميتال فرقة بلاك سابث من سبعيناته، كما قال نوفوسليتش في مقابلة له مع مجلة رولينغ ستون، أن الفرقة استمعت إلى شريط عليه ألبوم لفرقة سميثرينز من جهة وألبوم لفرقة البلاك ميتال كيلتك فروست من جهة أخرى أثناء جولتهم الموسيقية، وأشار إلى أن ذلك قد أثر أيضا على الألبوم. تم دفع مستحقات جلسات التسجيل المقدرة ب 606.17 دولار من قبل جيسون إفرمان الذي تم إضافته لاحقا كعازف غيتار ثان، ومع أنه لم يعزف في الألبوم إلا أنه قد ذُكر كمشارك فيه، وذلك لأن الفرقة أرادت أن «تُشعره كأنه في دياره». أصرت نيرفانا على توقيع عقد ممدد مع ساب بوب قبل إصدار الألبوم بفترة وجيزة، لتكون أول فرقة تفعل ذلك مع الشركة.
وعقب إصدار بليتش في يونيو 1989 بدأت نيرفانا أول جولة وطنية لها، وأصبح الألبوم مفضل لمحطات راديو الجامعة.

## أعضاء الفرقة
ايدل 
| - كيرت كوبين – مغني رئيسي، غيتار (1987–1994) - كريست نوفوسيليتش – بيس (1987–1994) - ديف غرول – طبول، مغني مساعد (1990–1994) - جون دانكن – غيتار (1992–1993) - لوري غولدستون – تشيلو (1993–1994) - ميلورا كريجر – تشيلو (1994) - بات سمير – غيتار، مغني مساعد (1993–1994) | - آرون بيركارد – طبول (1987، 1988) - ديل كروفر – طبول (1988، 1990) - ديف فوستر – طبول (1988) - تشاد تشانينغ – طبول (1988–1990) - جايسون إفرمان – غيتار (1989) - مارك بيكرل – طبول (1989) - دان بيترز – طبول (1990) - كيرك كانينغ – تشيلو (1991) - كيرا شيلي – تشيلو (1993) |

## ديسكوغرافيا
ألبومات الإستديو
- بليتش (1989)
- نيفرمايند (1991)
- إن يوتيرو (1993)

## وصلات خارجية
- نيرفانا على موقع IMDb (الإنجليزية)
- نيرفانا على موقع الموسوعة البريطانية (الإنجليزية)
- نيرفانا على موقع ميوزك برينز (الإنجليزية)
- نيرفانا على موقع رولينغ ستون (الإنجليزية)
- نيرفانا على موقع أول ميوزيك (الإنجليزية)
- نيرفانا على موقع ديسكوغز (الإنجليزية)

- الموقع الرسمي (بالإنجليزية)
- محبو موسيقى الرُوك يحيون ذكرى فرقة نيرفانا وألبوم نيفرمايند - يورونيوز
- نيرفانا: نجاح سريع، نهاية مأساوية - الباحثون السوريون